# Příbraz

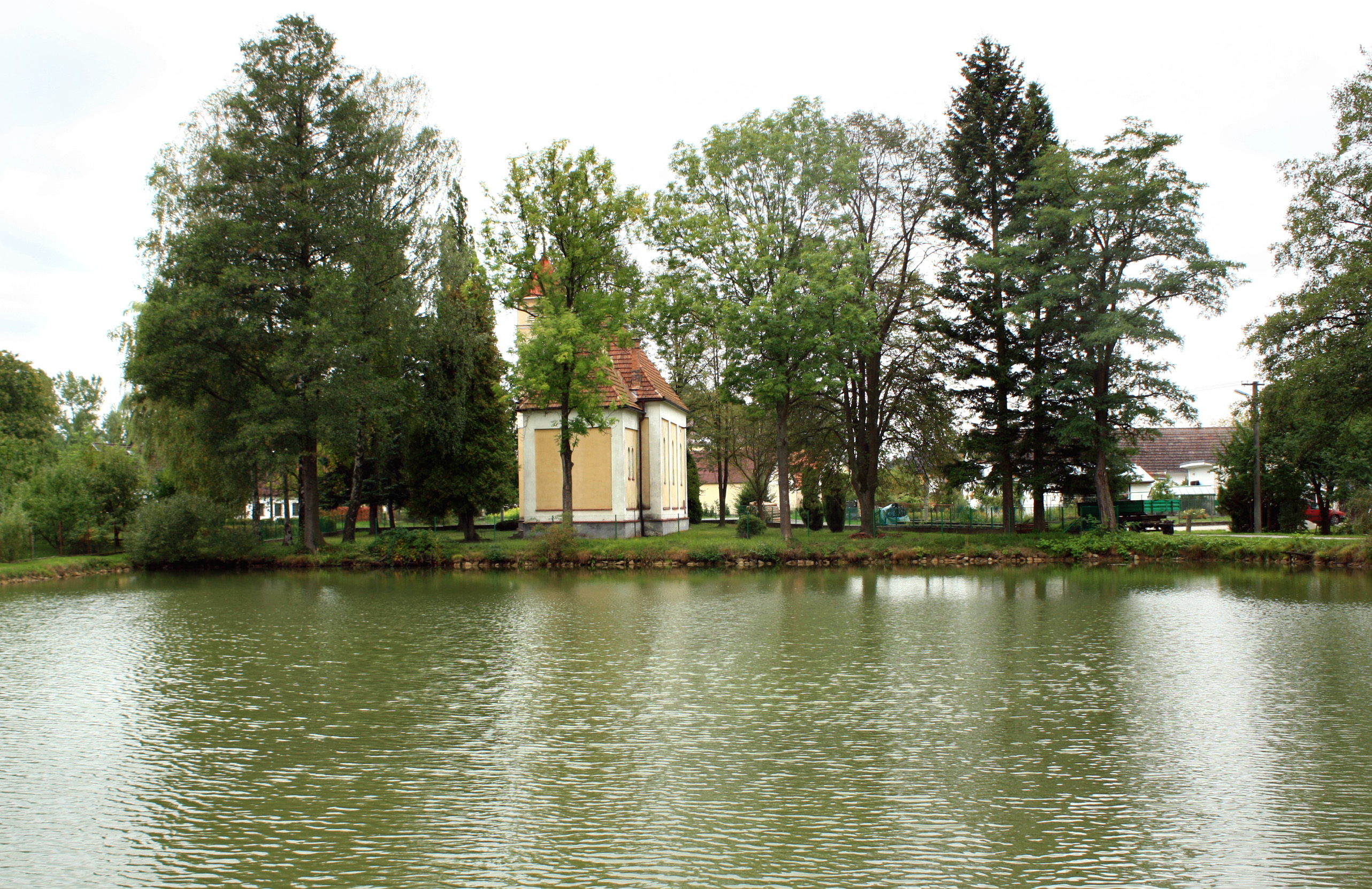
Příbraz

Příbraz (deutsch Przibras, auch Pschibras) ist eine Gemeinde mit rund 260 Einwohnern in Tschechien. Sie liegt elf Kilometer südwestlich von Jindřichův Hradec und gehört zum Okres Jindřichův Hradec.

## Geographie
Příbraz befindet sich in einer Teich- und Moorlandschaft einen Kilometer linksseitig der Nežárka im Wittingauer Becken. Südöstlich erheben sich die Homolka (607 m) und Bublavá skála (609 m), die Teil des Höhenzuges der Javořická vrchovina sind.
Nachbarorte sind Dolní Lhota und Dvorce im Norden, Lásenice im Nordosten, Sedlo im Osten, Libořezy und Hutě u Příbraze im Süden, Prohánidla und Mníšek im Südwesten, Pístina im Westen sowie Stráž nad Nežárkou im Nordwesten.

## Geschichte
Erstmals urkundlich erwähnt wurde der zur Herrschaft Stráž gehörige Ort als Příběraz im Jahre 1518. Entstanden ist er wahrscheinlich am Ende des 12. Jahrhunderts im Zuge der Besiedlung der Gegend unter den Přemysliden.
1577 erwarb der Wasserbaumeister Wilhelm von Rosenbergs, Jakob Krčín von Jelčany, Stráž mit den zugehörigen Dörfern und nach dessen Tode fiel die Herrschaft 1592 an Wilhelms Bruder Peter Wok von Rosenberg. Dieser verkaufte wegen Überschuldung 1596 den größten Teil der Herrschaft an Adam II. von Neuhaus. Nachdem dessen Sohn Joachim Ulrich von Neuhaus 1604 ohne Nachkommen verstorben war, fiel das Erbe seiner Schwester Lucie Otilie zu, die seit 1602 mit Wilhelm Slavata verheiratet war. Nach 1693 wechselten sich mehrere Adelsgeschlechter als Besitzer von Stráž und damit auch von Příbraz ab.
Nach der Aufhebung der Patrimonialherrschaften wurde Příbraz 1848 zu einer selbständigen Gemeinde. Zu dieser Zeit bestand das Dorf aus 73 Häusern und hatte 596 Einwohner. 1863 wurde südöstlich des Ortes ein Torfstich aufgenommen. 1900 lebten in Příbraz, das auf 94 Häuser angewachsen war, 743 Menschen. Bei der Volkszählung von 1921 bestand Příbraz einschließlich der Siedlungen Prohánidla, Hutě und Bažantnice aus 105 Häusern mit 622 Einwohnern, die der tschechischen Volksgruppe angehörten und von denen 419 Katholiken waren. Zwischen 1924 und 1925 erfolgte der Bau der Kapelle der Hussitischen Kirche.

## Gemeindegliederung
Für die Gemeinde Příbraz sind keine Ortsteile ausgewiesen. Grundsiedlungseinheiten sind Hutě u Příbraze (Erdreichsthal), Příbraz und Prohánidla.

## Sehenswürdigkeiten
Wegen der zahlreichen historisch wertvollen Gebäude wurde Příbraz 1985 zum dörflichen Denkmalsgebiet erklärt. Im Dorf befindet sich eine 1925 errichtet Kapelle der Tschechoslowakischen Hussitischen Kirche. Příbraz ist neben Suchdol nad Lužnicí eine der beiden Pfarreien dieser Kirche im Okres Jindřichův Hradec.